# 格雷格·门罗
小格雷戈里·凯思·门罗（英語：Gregory Keith Monroe Jr.，1990年6月4日—），美国职业篮球运动员，場上位置為中鋒。

## 職業生涯

### 底特律活塞 (2010–2015)
他在2010年的NBA选秀中第1轮第7顺位被底特律活塞选中。於2010年7月7日，门罗與底特律活塞正式簽約。
在2010年10月30日門羅對陣芝加哥公牛的NBA常規賽比賽中首次亮相。 他在替補席上7分鐘內得到2分和3個籃板。 在本賽季第一個月替補出場後，門羅在2010年12月10日對明尼蘇達森林狼隊首次職業生涯開始。 在這場比賽中，門羅在35分鐘的時間內得到8分，15個籃板和一個蓋帽。 儘管本賽季開局緩慢，門羅在2011年的產量增加了，因為他成為活塞重建的堅強得分手和籃板手。 2011年2月23日，對陣印第安納步行者門羅以17投11中的投籃命中率拿下27分12個籃板。
2011年5月4日，門羅位列NBA年度最佳新秀投票總數第六位，緊隨聖安東尼奧馬刺的加里·尼爾。
在2011-12 NBA賽季，門羅參加並開始了底特律的66場比賽。 2012年2月8日，他入選NBA全明星周末新星挑戰賽。 儘管他們在不同年份被選中，門羅和隊友布蘭登·奈特都被選入了俠客隊。
在2013-14 NBA賽季，在門羅他連續第三個賽季的1000分以上和600加個籃板，繼格蘭特·希爾作為自從1994-95唯一的活塞這樣做。
自2014年6月30日，活塞招標為期一年的報價合同，使门罗受限制自由球員。2014年9月8日，宣布门罗與活塞簽下的合格報價，從而使他在2015年成為無限制的自由球員。第二天，在NBA门罗暫停停薪2014-15賽季的前兩場比賽中駕駛，而在2014年2月明顯受損
2014年12月3日，他拿下了賽季最高的29分，在加時賽102-109負于波士頓凱爾特人。2015年4月8日，他在膝蓋受傷11場比賽后重新開始行動，在凱爾特人拿下19分和10個籃板的另一次失利中。

### 密爾沃基雄鹿 (2015–2017)
2015年7月9日，門羅與密爾沃基雄鹿簽訂了為期三年價值5000萬美元的合同加優秀的進攻加上進步中的防守能力，使他很快便成為球隊的禁區核心。
在2015年10月28日的賽季揭幕戰中首次亮相，在雄鹿97-122負于紐約尼克斯隊的比賽中拿下22分和14個籃板。
在2016年2月9日至3月7日期間，門羅隊作為主教練賈森·基德在他的陣容中進行了修飾，作為球隊長達12場比賽。
在替補出場的第一場比賽中，他以112-111擊敗波士頓凱爾特人隊，創下了賽季新高的29分和12個籃板。門羅在3月9日重返首發陣容，雄鹿隊與邁阿密熱火隊的比賽中。
門羅在2016-17賽季被教練基德分配為雄鹿的板凳。 在2017年1月25日，他帶領了賽季新高的28分，雄鹿隊以109-114不敵費城76人。

### 鳳凰城太陽 (2017–2018)
2017年11月7日，門羅被交易到菲尼克斯太陽隊，公鹿以一個受保護的未來首輪選秀權和一個2018年受保護的二輪選秀權，以換取埃里克·布萊索。抵達菲尼克斯後，他正在處理左小腿拉傷。
2017年11月16日，他在太陽隊首次亮相，在首發26分鐘內得到20分和11個籃板，以142-116負于休斯頓火箭。
門羅在猜測他可以被交易或者他的合同被買斷。他在六天后的22分和15個籃板中以113-107的加時賽敗給他的前東家雄鹿隊。 2018年1月24日，他以116-101輸給印第安納步行者隊，得到16分和17個籃板球。在2018年2月1日，他被太陽隊放棄。

### 波士頓塞爾提克 (2018)
2018年2月3日，門羅以1年500萬美元加盟波士頓塞爾提克。2018年4月6日，他以111-104擊敗芝加哥公牛隊，以19分11籃板10助攻的成績拿下第二個大三元。 成為1987年3月29日，他繼凱爾特人隊中羅伯特·帕里許後拿下了大三元。

### 多伦多猛龙  (2018–2019)
2018年8月6日，門羅以1年220萬美元加盟多伦多猛龙。
2019年2月8日，暴龍將替補中鋒門羅和一個二輪選秀權交易到籃網，隨後籃網把門羅裁掉。

### 費城七六人  (2019)
2019年4月5日，费城76人队官方宣布与門羅签约至赛季结束。

### 海外
2019年7月24日，門羅接下來的新球季將轉戰歐洲籃壇加盟德國的拜仁慕尼黑，雙方已經簽下一年的合約。
2022年12月7日，中国男子篮球职业联赛山西猛龙宣布與门罗完成簽約。2023年1月17日，山西猛龙取消註冊门罗。11月3日，四川蓝鲸宣布與门罗完成簽約。12月5日，四川蓝鲸取消註冊门罗。

## 大學平均數據
| 賽季     | 球隊       | GP | GS | MPG  | FG%  | 3P%  | FT%  | RPG | APG | SPG | BPG | PPG  |
| -------- | ---------- | -- | -- | ---- | ---- | ---- | ---- | --- | --- | --- | --- | ---- |
| 2008–09  | 乔治城大学 | 31 | 31 | 30.9 | .570 | .333 | .700 | 6.6 | 2.6 | 1.8 | 1.4 | 12.7 |
| 2009–10  | 乔治城大学 | 34 | 33 | 34.2 | .525 | .259 | .660 | 9.7 | 3.7 | 1.2 | 1.5 | 16.2 |
| 職業生涯 | 職業生涯   | 65 | 64 | 32.6 | .542 | .273 | .677 | 8.2 | 3.2 | 1.5 | 1.5 | 14.5 |

## NBA 生涯數據

### 例行賽
| 賽季     | 球隊           | GP  | GS  | MPG  | FG%  | 3P%   | FT%  | RPG  | APG | SPG | BPG | PPG  |
| -------- | -------------- | --- | --- | ---- | ---- | ----- | ---- | ---- | --- | --- | --- | ---- |
| 2010–11  | 底特律活塞     | 80  | 48  | 27.8 | .551 | .000  | .622 | 7.5  | 1.3 | 1.2 | .6  | 9.4  |
| 2011–12  | 底特律活塞     | 66  | 66  | 31.5 | .521 | .000  | .739 | 9.7  | 2.3 | 1.3 | .7  | 15.4 |
| 2012–13  | 底特律活塞     | 81  | 81  | 33.2 | .486 | .000  | .689 | 9.6  | 3.5 | 1.3 | .7  | 16.0 |
| 2013–14  | 底特律活塞     | 82  | 82  | 32.8 | .497 | .000  | .657 | 9.3  | 2.1 | 1.1 | .6  | 15.2 |
| 2014–15  | 底特律活塞     | 69  | 57  | 31.0 | .496 | .000  | .750 | 10.2 | 2.1 | 1.1 | .5  | 15.9 |
| 2015–16  | 密爾瓦基公鹿   | 79  | 67  | 29.3 | .522 | .000  | .740 | 8.8  | 2.3 | .9  | .8  | 15.3 |
| 2016–17  | 密爾瓦基公鹿   | 81  | 0   | 22.5 | .534 | .000  | .741 | 6.6  | 2.3 | 1.1 | .5  | 11.7 |
| 2017–18  | 密爾瓦基公鹿   | 5   | 0   | 15.8 | .485 | —     | .500 | 5.0  | 1.0 | .0  | .0  | 6.8  |
| 2017–18  | 鳳凰城太陽     | 20  | 14  | 23.3 | .626 | —     | .674 | 8.0  | 2.5 | .8  | .3  | 11.3 |
| 2017–18  | 波士頓凱爾特人 | 26  | 0   | 19.1 | .530 | —     | .797 | 6.3  | 2.3 | 1.1 | .7  | 10.2 |
| 2018–19  | 多倫多暴龍     | 38  | 2   | 11.1 | .460 | .000  | .574 | 4.1  | .4  | .3  | .2  | 4.8  |
| 2018–19  | 波士頓凱爾特人 | 2   | 0   | 2.5  | .600 | —     | —    | 1.5  | .5  | .0  | .0  | 3.0  |
| 2018–19  | 費城七六人     | 3   | 0   | 17.3 | .653 | 1.000 | .909 | 4.3  | 2.3 | .3  | .0  | 13.7 |
| 2021–22  | 明尼蘇達灰狼   | 4   | 0   | 20.3 | .591 | —     | .429 | 6.0  | 4.0 | 1.0 | 1.5 | 7.3  |
| 2021–22  | 華盛頓巫師     | 2   | 0   | 9.0  | .500 | —     | —    | 5.0  | .5  | .5  | .5  | 4.0  |
| 2021–22  | 密爾瓦基公鹿   | 5   | 0   | 17.3 | .500 | —     | .556 | 4.2  | .4  | .6  | .4  | 5.4  |
| 2021–22  | 猶他爵士       | 3   | 0   | 8.3  | .800 | —     | .571 | 3.0  | 1.0 | .0  | .3  | 4.0  |
| 職業生涯 | 職業生涯       | 646 | 417 | 27.4 | .514 | .059  | .703 | 8.2  | 2.1 | 1.1 | .6  | 13.0 |

### 季後賽
| 賽季     | 球隊           | GP | GS | MPG  | FG%  | 3P%  | FT%  | RPG | APG | SPG | BPG | PPG  |
| -------- | -------------- | -- | -- | ---- | ---- | ---- | ---- | --- | --- | --- | --- | ---- |
| 2017     | 密爾瓦基公鹿   | 6  | 0  | 23.5 | .529 | —    | .833 | 7.3 | 1.7 | 1.3 | .5  | 13.2 |
| 2018     | 波士頓凱爾特人 | 11 | 0  | 9.5  | .500 | —    | .682 | 3.2 | .5  | .2  | .2  | 4.8  |
| 2019     | 費城七六人     | 10 | 1  | 9.0  | .400 | .250 | .788 | 3.1 | .4  | .5  | .4  | 4.0  |
| 2022     | 明尼蘇達灰狼   | 2  | 0  | 3.6  | .400 | —    | —    | 1.0 | .5  | 1.0 | .0  | 2.0  |
| 職業生涯 | 職業生涯       | 29 | 1  | 11.8 | .478 | .250 | .770 | 3.9 | .7  | .6  | .3  | 6.1  |

## 外部連結
- 格雷格·门罗在fiba.basketball（英语）
- 格雷格·门罗在NBA官網（英语）
- 格雷格·门罗在NBA G聯盟官網（英语）
- 格雷格·门罗在VTB聯賽官網（英语）
- 格雷格·门罗在俄羅斯籃球協會官網（俄语）
- 格雷格·门罗在德國籃球甲級聯賽官網（德语）
- 格雷格·门罗在Basketball-Reference.com（NBA）（英语）
- 格雷格·门罗在Basketball-Reference.com（NBA G聯盟）（英语）
- 格雷格·门罗在Basketball-Reference.com（國際）（英语）
- 格雷格·门罗在Sports-Reference.com（NCAA）（英语）
- 格雷格·门罗在ESPN（NBA）（英语）
- 格雷格·门罗在Eurobasket.com（球員）（英语）
- 格雷格·门罗在Proballers（英语）
- 格雷格·门罗在RealGM（球員）（英语）
- 格雷格·门罗在中国篮球数据库